# Desmoteplase
Desmoteplase ist ein experimenteller Arzneistoff, der zur Behandlung des ischämischen Schlaganfalls eingesetzt werden soll. Es wird auch als Desmodus rotundus Salivary Plasminogen Activator (DSPA) oder Draculin bezeichnet und ist ein aus 411 Aminosäuren bestehendes Enzym.

## Natürliches Vorkommen

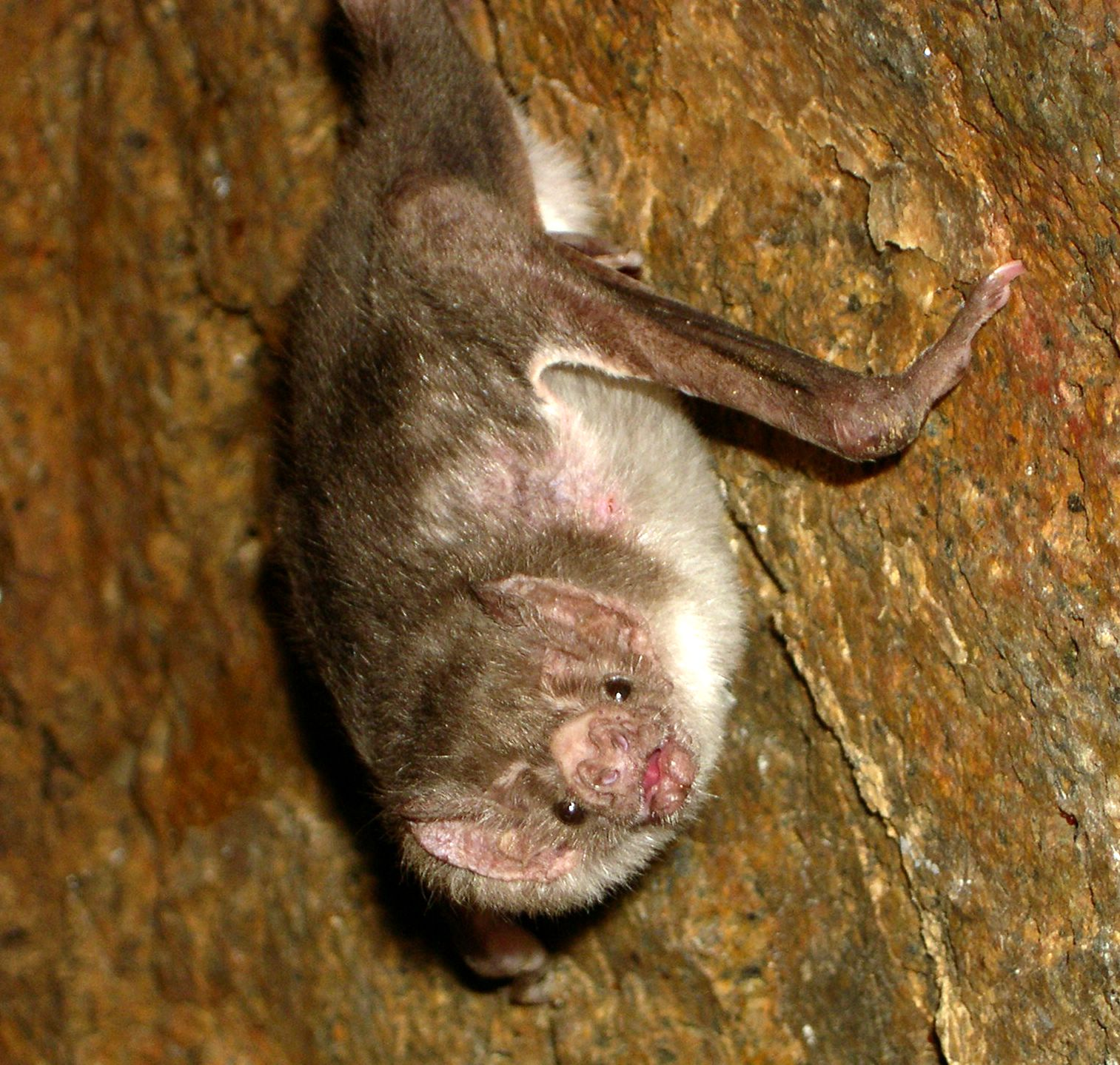
Der Gemeine Vampir (Desmodus rotundus)

Desmoteplase ist im Speichel von einigen Vampirfledermäusen, wie beispielsweise dem Gemeinen Vampir (Desmodus rotundus), enthalten und wurde erstmals 1966 beschrieben. Als natürlicher Plasminogen-Aktivator verhindert es, dass Blut, das die Fledermaus trinkt, gerinnt. Nach einem Vampirbiss kann das Blut bis zu acht Stunden aus der Wunde fließen.

## Als Medikament
Auf Grund seiner gerinnungshemmenden Eigenschaften ist Desmoteplase ein potenzielles Medikament zur Behandlung von Herzinfarkten und Schlaganfällen. Eine rekombinante Form des Enzyms befindet sich in der klinischen Erprobung bei Schlaganfall. Das rekombinante Protein wurde in den Jahren 1988 bis 1991 unter dem Namen DSPA (Desmodus rotundus Salivary gland Plasminogen Activator) in den Laboratorien der Schering AG Berlin entwickelt, und nach der Einstellung von Scherings Herz-Kreislauf Forschung an die Firma Paion verkauft. Desmoteplase ist derzeit nicht als Medikament zugelassen und wird nach Übernahme aller bis dahin noch bei Paion verbliebenen Rechte seit 2012 von der Firma Lundbeck für die Zulassung entwickelt. Es befindet sich derzeit in der Phase III der klinischen Prüfung.
Die Sicherheit der Anwendung am Menschen wurde in zwei Phase-II-Studien untersucht. Hier ergaben sich auch Hinweise, dass Desmoteplase den klinischen Verlauf nach einem Schlaganfall günstig beeinflussen könnte.
Eine weitere klinische Studie des Herstellers zeigte jedoch im Gegensatz zu den vorherigen Studien, dass Desmoteplase im Vergleich zu Placebo keinen signifikanten Vorteil bietet. Nach weiteren Auswertungen erklärten PAION und Lundbeck jedoch, die Entwicklung weiterführen zu wollen.